# Eternity/The Road to Mandalay
"Eternity/ The Road to Mandalay" es el quinto sencillo de Robbie Williams de su álbum del 2000 Sing When You're Winning, lanzado en julio de 2001. Brian May toca el piano y la guitarra en "Eternity". "Eternity" no aparece en el álbum, pero fue más tarde incluida en el recopilatorio de Williams Greatest Hits.
La canción fue el 20.º mejor sencillo vendido del 2001 en UK.

## Listas de canciones
UK CD

(Lanzado 9 de julio de 2001)
1. "Eternity" - 5:02
2. "The Road to Mandalay" [radio edit] - 3:18
3. "Toxic" - 3:51

Argentine CD

(Lanzado 9 de julio de 2001)
1. "Eternity" - 5:00
2. "The Road to Mandalay" [radio edit] - 3:18
3. "Toxic" - 3:51
4. "Eternity" enhanced video
5. "The Road to Mandalay" enhanced video

| Chart (2001)                     | Posiciones |
| -------------------------------- | ---------- |
| UK Singles Chart                 | 1          |
| New Zealand Singles Chart        | 1          |
| Latvian Singles Chart            | 2          |
| Danish Singles Chart             | 3          |
| Italian Singles Chart            | 4          |
| Belgian (Flanders) Singles Chart | 6          |
| German Singles Chart             | 7          |
| Austrian Singles Chart           | 9          |
| Belgian (Wallonia) Singles Chart | 9          |
| Swiss Singles Chart              | 10         |
| Dutch Singles Chart              | 11         |
| Swedish Singles Chart            | 34         |
| French Singles Chart             | 45         |